# Мусієнко Ростислав Андрійович
Мусієнко Ростислав Андрійович (24 грудня 1955, м. Макіївка — 16 липня 2021, м. Чернігів, Україна) — український письменник та журналіст.

## Життєпис
Ростислав Мусієнко народився 24 грудня 1955 року. В 1977 році закінчив з відзнакою фізичний  факультет Чернігівського педінституту ім. Т. Г. Шевченка. В армії виконував обов'язки офіцера-кореспондента дивізійної газети. Далі працював переважно в системі Держтелерадіо України — редактором Чернігівського облтелерадіокомітету (з 1981 року), власним кореспондентом Українського радіо (1986—2000), Першого Національного каналу телебачення. У 2007—2010 роках — політичний оглядач Національної радіокомпанії України, автор і ведучий передач «ЛІФТ» («Література — фактори творення») та «На перехрестях історичних паралелей». Потім — редактор обласної газети «Чернігівщина», редактор Чернігівської філії ПАТ НСТ України.
Друкувався в журналах «Знання та праця» (1979), «Дніпро» (1986), Всесоюзному збірнику фантастики «Ветер над яром» (1988,перевиданий у Москві  2012 року). Опублікував прозові книги «2004» (2007), «Стація безодні»(2008)
Представник журналу «Современная Европа» (видання РАН, Москва, РФ) в Україні з 2010 до 2014 року. 
Після Євромайдану, видав нові книги: «Хроніки Марнії»(2014), «Завихрений час» (2016), поетичні збірки «У перехресті двох століть»(2012) та «Де перетнулись паралелі»(2013) . Лауреат Всеукраїнського конкурсу «Коронація слова»(2008) за роман «Віч-на-віч», Всеукраїнського конкурсу «Смарагдова ліра»(2014), премії ім. Михайла Коцюбинського (2018). Автор проєкту і перший упорядник журналу «СКІФ» (Спецслужби Кримінал Історія Фантастика), що видавався в Чернігові на початку третього тисячоліття. Член Національної спілки журналістів України з 1983 року, Національної спілки письменників України — з 2012 року.
Низка публікацій в німецькому російськомовному журналі «Партнер», вітчизняних газетах «Сільські вісті», «Україна молода», «Слово Просвіти». Постійний автор регіональних ЗМІ.